# Pierre et Fils

Pierre et Fils est une pièce de Pierre Palmade et Christophe Duthuron créée le 21 septembre 2006 au théâtre des Variétés à Paris avec Pierre Richard et Pierre Palmade.
C'est après avoir vu Pierre Palmade dans la pièce de Laurent Ruquier Si c'était à refaire  au théâtre des Variétés que Pierre Richard lui demande d'écrire une pièce pour eux deux dans l'esprit de Ils s'aiment et Ils se sont aimés. Il lui présente Christophe Duthuron, avec lequel Pierre Richard a écrit et qui l'a mis en scène dans Détournement de mémoire en 2003 au théâtre du Rond-Point. Christophe Duthuron co-écrit et met en scène le spectacle que les deux Pierre jouent avec succès de 2006 à 2008,.
En 2012, la pièce est reprise en Belgique, avec Alain Boivin et Antoine Vandenberghe,.

## Distribution de la création
- Pierre Palmade : Pierre Malaquet junior
- Pierre Richard : Pierre Malaquet senior

## Chapitres
1. Le Supermarché
2. L'Appartement
3. En voiture
4. La Partie de pêche
5. Le Sapin
6. Le Réveillon de Noël
7. Les Analyses
8. Le Zoo
9. La Bodega
10. La Maternité